# Courgains
Courgains település Franciaországban, Sarthe megyében. Lakosainak száma 585 fő (2022. január 1.). Courgains Saosnes, Thoigné, Dangeul, Marolles-les-Braults, Les Mées, Monhoudou és Saint-Calez-en-Saosnois községekkel határos.

## Népesség
A település népességének változása:
| Lakosok száma | 599  | 588  | 596  | 579  | 576  | 573  | 577  | 581  | 585  |
|               | 2013 | 2015 | 2016 | 2017 | 2018 | 2019 | 2020 | 2021 | 2022 |